# 共和暦8年憲法

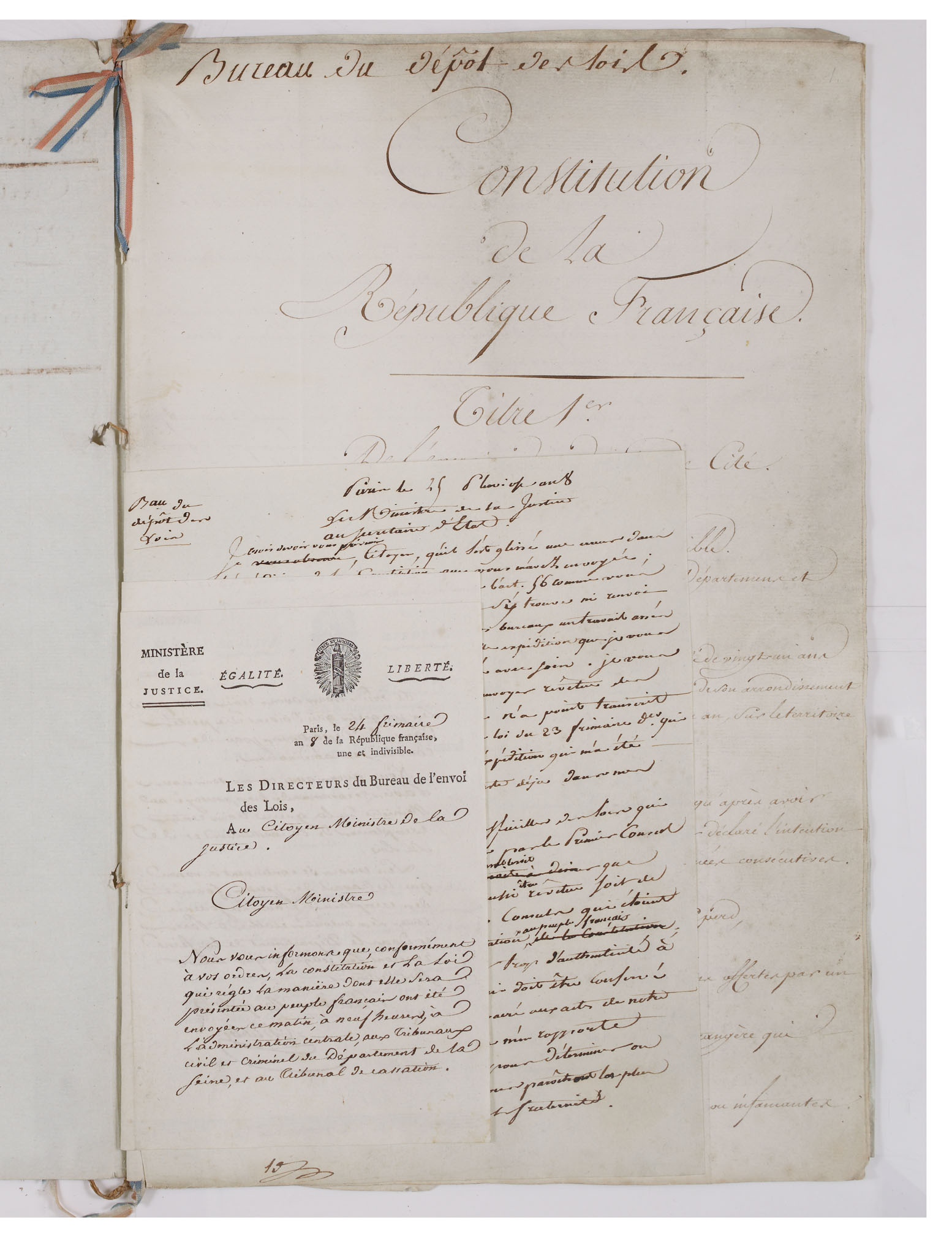
共和暦8年憲法

共和暦8年憲法（フランス語: Constitution de l'an VIII）は、1799年（共和暦8年）に制定されたフランスの憲法である。ブリュメール18日のクーデター（1799年11月9日）で全権を掌握し、フランス革命を終結させたナポレオン・ボナパルトを第一統領（第一執政）とする統領政府（執政政府）の枠組みが規定された。

## 概要
共和暦3年憲法によって規定された総裁政府が、ナポレオンによるブリュメール18日のクーデターによって打倒されると、その後まもなく発足した暫定政府によって共和暦8年憲法が定められた。この憲法では、第一統領とされたナポレオンへの権力集中が進んだ。また、従来の憲法と異なって人権宣言を置かなかった。
執行権は3人の統領に与えられたが、第一統領ナポレオンが全実権を掌握した。
立法府は政府の提出した法案を審議する護民院（法制審議院、100人）、政府委員と護民院の委員との討議を聴取して法案を票決する立法院（300人）、法律の合憲性を審査する護憲元老院（80人、終身制）の三院制がとられた。
選挙制度は複雑であり、各区の住民が間接普通選挙で「名士」を選出することにより名士名簿が作成され、この名士名簿の中から元老院が立法院議員、護民院議員、破毀院判事および会計検査官を選ぶものとされた。元老院に空席が生じたときは、第一統領、護民院および立法院がそれぞれ提示した3名の候補者の中から元老院が補充議員を選ぶものとされた。
この憲法は1799年12月のプレビシット (en) において賛成約300万票、反対約1,500票で追認され、民主的正統性の体面が保たれることとなった。
この憲法は共和暦10年憲法（ナポレオンの終身第一統領就任）により一部修正、共和暦12年憲法（ナポレオンの皇帝即位によるボナパルト朝の成立）により大幅修正され、1814年の王政復古で一旦廃止された後、1815年の百日天下で帝国憲法付加法により全面修正（実質上は新憲法制定）された。その後のルイ18世の復位で完全に廃止され、いわゆるナポレオン憲法は1814年憲章に取って代わられることとなった。